# Marciana (Itália)
Marciana é uma comuna italiana da região da Toscana, província de Livorno, com cerca de 2.140 habitantes. Estende-se por uma área de 45 km², tendo uma densidade populacional de 48 hab/km². Faz fronteira com Campo nell'Elba, Marciana Marina, Portoferraio.